# 유릉 (고려 예종)
유릉(裕陵)은 개풍구역에 위치한 고려 제16대 예종의 능이다.